# Filippo Bandinelli
Filippo Bandinelli (* 29. März 1995 in Florenz) ist ein italienischer Fußballspieler, der aktuell bei Spezia Calcio unter Vertrag steht.

## Karriere
Der in Florenz geborene Bandinelli wuchs in der Jugendakademie des AC Florenz auf, wo er bis 2015 spielte. Mit der U19 spielte er in der Saison 2012/13 viermal in der Primavera. In der Saison darauf spielte er dort schon öfter und kam mit seiner Mannschaft zusätzlich bis in das Finale des U19-Pokals. In der Saison 2014/15 spielte er noch immer für die U19-Mannschaft und erzielte bereits seine ersten Tore in diesem Turnier. Nachdem er im Sommer 2015 seinen ersten Profivertrag dort unterschrieb, wurde er direkt an Latina Calcio verliehen. Dort debütierte er in der Serie B nach Einwechslung auf dem Flügel gegen Ternana Calcio am 27. Oktober 2015 (10. Spieltag). Bis zum Ende der Saison 2015/16 spielte er sieben weitere Male in der zweithöchsten italienischen Spielklasse.
Nachdem er vorerst zur Fiorentina zurückgekehrt war, wechselte er kurz darauf ablösefrei fest zu Latina Calcio. In der Spielzeit 2016/17 etablierte er sich dort als Stammspieler und kam in 30 Ligapartien zum Einsatz.
Nach dem Abstieg seines Vereins wechselte Bandinelli zum Erstligisten Sassuolo Calcio und wurde direkt zurück in die Serie B an den AC Perugia Calcio verliehen. Hier stand er direkt am ersten Spieltag gegen Virtus Entella in der Startelf, als sein Team einen 5:1-Sieg feiern konnte. Bei einem 5:0-Sieg über den FC Carpi gelang ihm sein erstes Tor im Profibereich am 18. November 2017 (15. Spieltag). Insgesamt spielte er 30 Ligaspiele in der Saison 2017/18 und kam zwei weitere Mal im Pokal zum Einsatz. Auch 2018/19 wurde er verliehen und wechselte zu Benevento Calcio, ebenfalls in der Serie B. Direkt bei seinem Debüt gegen den FC Venedig am dritten Spieltag schoss Bandinelli zwei Tore und bereitete ein weiteres vor, sodass sein neues Team 3:2 gewann. Bandinelli war in der Saison 2018/19 absolut gesetzt und traf insgesamt sechsmal in 35 Einsätzen und bereitete dazu noch vier Tore vor. Mit Benevento erreichte er zudem die Aufstiegsplayoffs, scheiterte jedoch knapp im Halbfinale.
Nach seiner Rückkehr zu Sassuolo wechselte er für ein Tausend Euro fest zum FC Empoli in die Serie B. Auch hier traf er direkt bei seinem Debüt, am ersten Spieltag gegen Juve Stabia. Auch bei Empoli war er absolute Stammkraft und kam insgesamt zu 34 Einsätzen. In der Folgesaison hatte er mit einer Knieverletzung zu kämpfen und spielte nur circa die Hälfte aller Spiele. Dennoch schaffte es seine Mannschaft als Zweitligameister in die Serie A aufzusteigen. In der höchsten italienischen erzielte Bandinelli das erste Saisontor seines Vereins bei seinem Serie-A-Debüt. In der gesamten Saison 2021/22 spielte er insgesamt 35 von 38 Spiele und schoss zwei Tore. Dabei lief er teilweise bereits als Mannschaftskapitän auf und führte sein Team auf Tabellenplatz 14. Zur Spielzeit 2022/23 wurde er endgültig Kapitän des FC Empoli und war absolut gesetzt. Im Oktober 2022 verlängerte Bandinelli seinen Vertrag bis Juni 2025.
Zur Saison 2023/24 wechselte er zur Spezia in die italienische Serie B.

## Erfolge
- Italienischer Zweitliga-Meister und Aufstieg in die Serie A: 2021